# Fachada occidental de la catedral de Nidaros

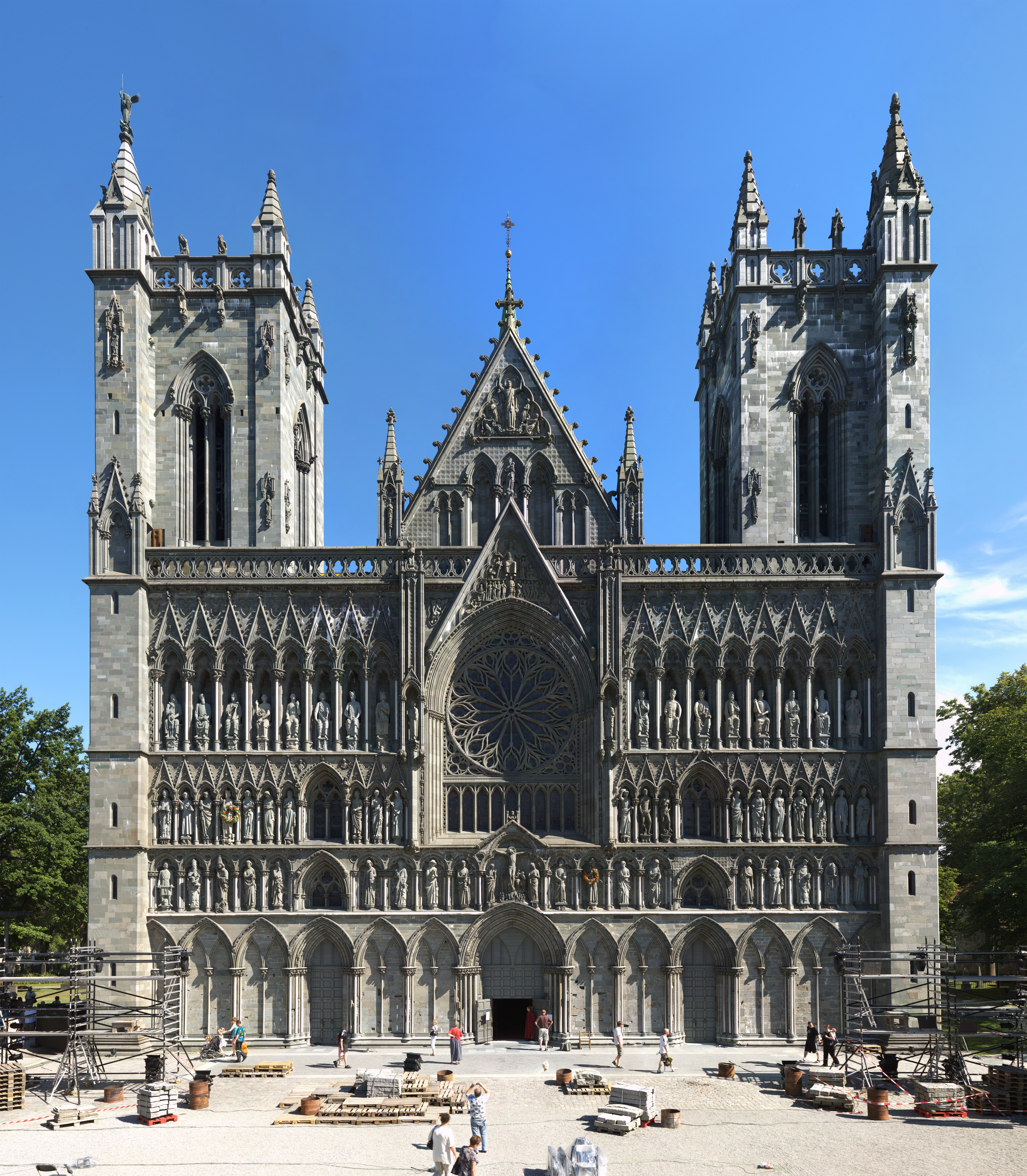
Fachada occidental de la Catedral de Nidaros (Noruega).

La fachada occidental es la fachada principal de la Catedral de Nidaros, así como la parte de mayor valor y riqueza artísticos. Fue la última parte de la catedral medieval en ser construida, y su primera piedra fue colocada por el arzobispo Sigurd Eindrideson en 1248, aunque por regla general se considera que no se había completado cuando ocurrió el primer incendio de la catedral en 1328.
Su reconstrucción, la última fase de la restauración moderna de la catedral, comprendió de 1901 a 1969, aunque la última escultura fue colocada hasta 1983. No se conocen sus planos originales, aunque se sugiere que la catedral nunca fue finalizada de acuerdo a ellos. Sin embargo, con seguridad fue proyectada como una fachada-pantalla que miraba hacia el oeste. Las fachadas-pantalla eran frecuentemente rectangulares, una especie de estructura decorativa que "cubría" el resto de la iglesia. Las catedrales inglesas de la misma época, entre otras las de Lincoln, Wells y Salisbury presentan también ese tipo de fachada, y sirvieron de modelo a la Catedral de Nidaros. La fachada tiene tres portales, y en los flancos posee dos torres menores, una a cada lado de la pantalla.

## Reconstrucción

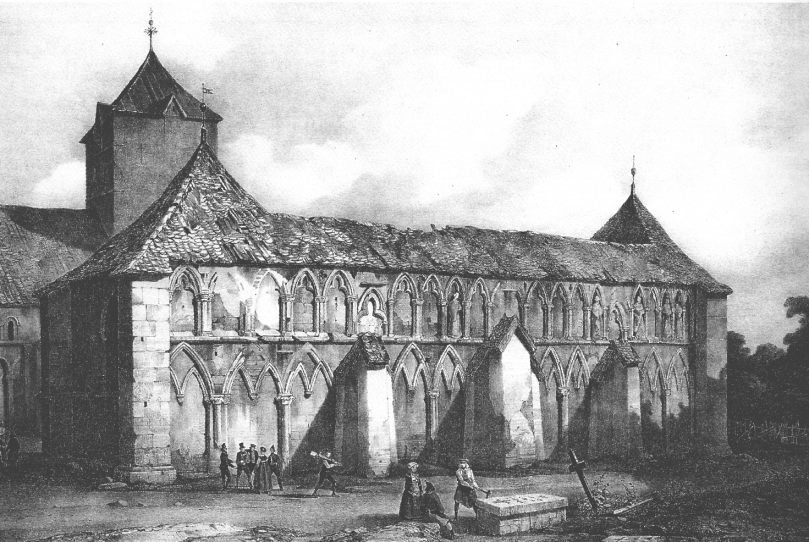
La fachada occidental antes de la restauración.

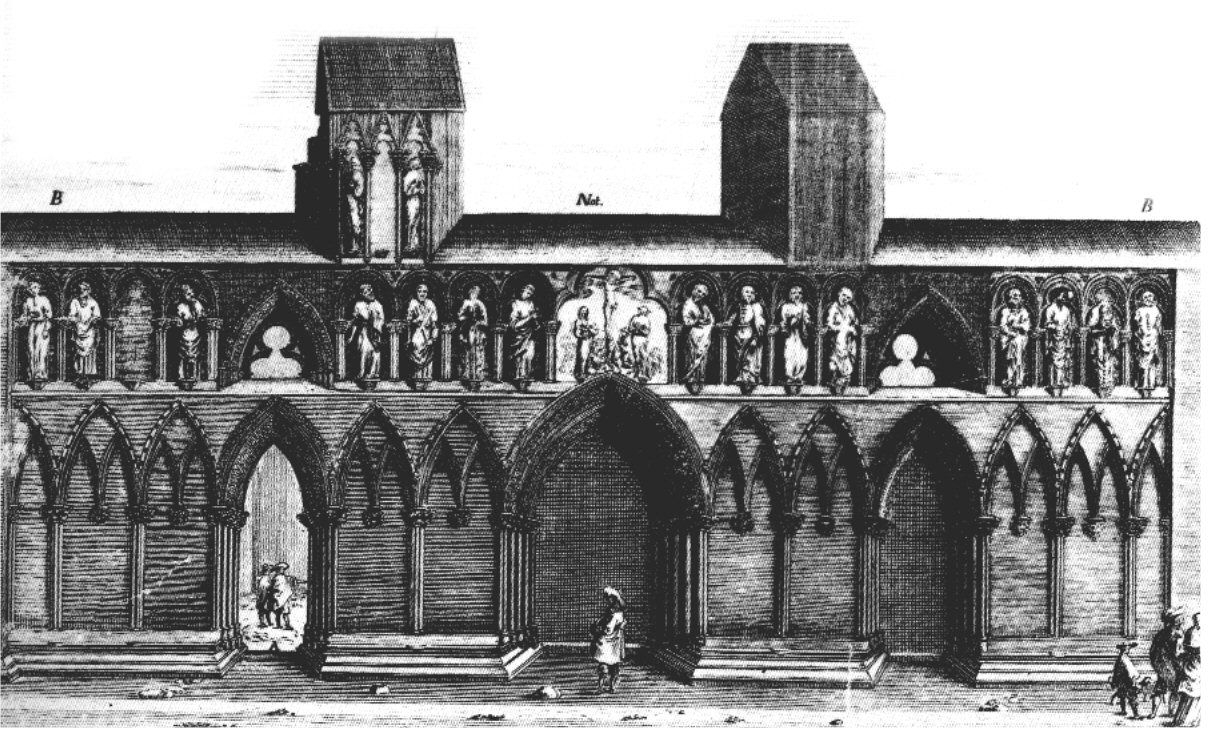
Grabado de Jacob Maschius de 1661.

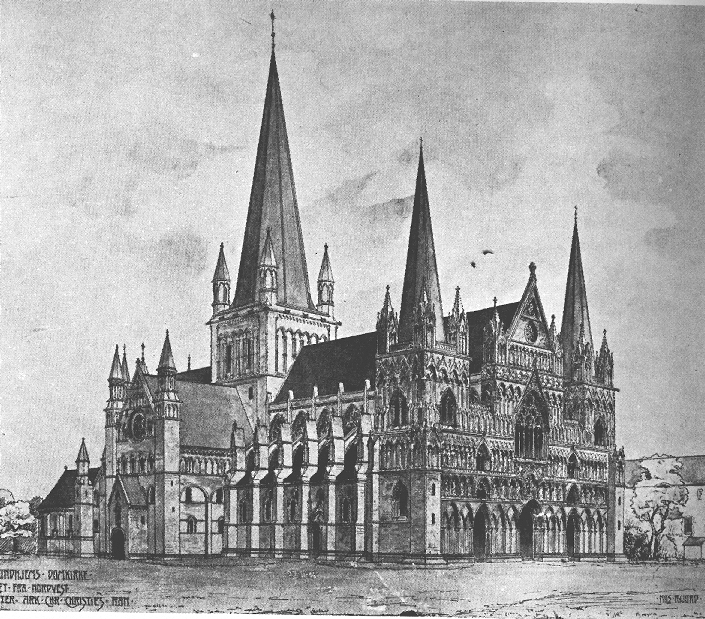
Último proyecto de la fachada occidental de Christian Christie. Dibujo de Nils Ryjord de 1907.

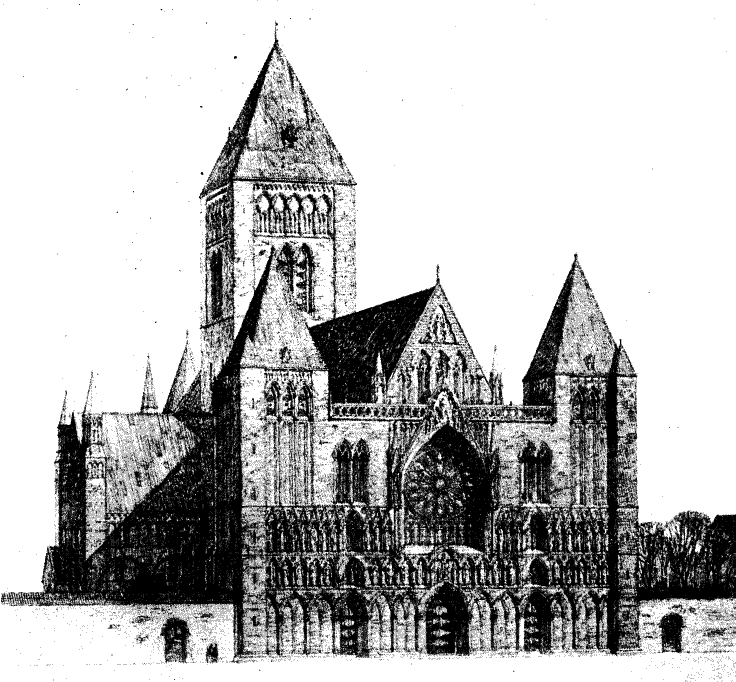
Propuesta de Olaf Nordhagen de 1916.

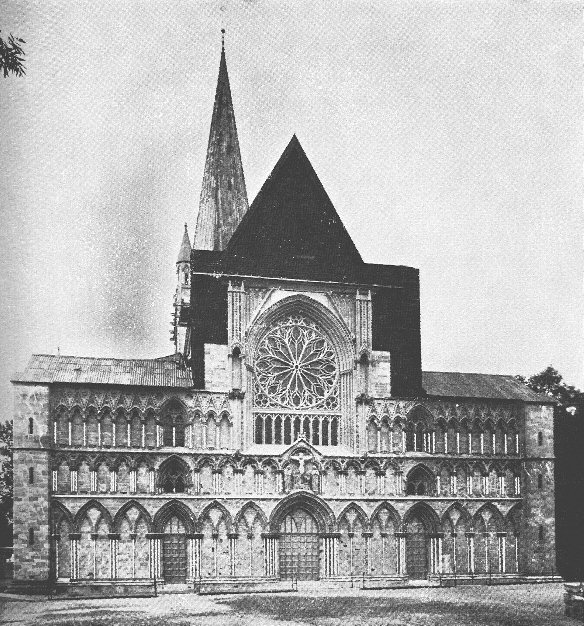
Fachada occidental en 1930, durante la restauración.

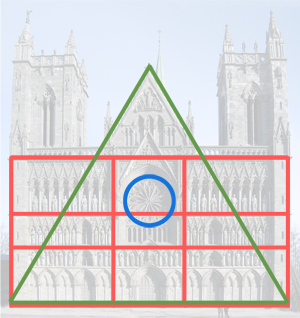
Geometría de la fachada occidental.

Cuando comenzó la restauración de la Catedral de Nidaros en 1869, la fachada occidental era una de sus partes más dañadas. Al mismo tiempo, se encontraba entre las partes de la iglesia cuya reconstrucción se vislumbraba como más complicada de reconstruir, debido a la escasa documentación histórica. Por ello, muchos expertos y parte de la sociedad civil se manifestaron en contra del proyecto de restaurar la nave y la fachada occidental, y una vez aprobadas las obras de restauración, la de la fachada occidental fue una de las más debatidas.
Existe muy poca documentación acerca de la construcción de la fachada después del incendio de 1328. La representación más antigua es un grabado de Jacob Maschius de 1661, que muestra una fachada ruinosa con tres hileras escultóricas completas y los restos de una tercera. Algunos interpretaron que había una ventana en el tercer nivel, de manera similar a la Catedral de Lincoln, que consistiría de un rosetón gótico. La existencia de un rosetón también se apoyaba en fuentes escritas. Absalon Pederssøn Beyer en 1560 escribió que la catedral tenía un rosetón dorado bajo un gablete. Otra fuente del siglo XVI señala que "había una gran rosa de piedra dorada bajo el gablete, que contenía una piedra roja; de modo que cuando el sol pegaba en esa parte, no se podía mirar hacia allí debido a los destellos."
En la actualidad, existe una representación de una piedra preciosa roja en el centro del rosetón, que representa a Jesucristo.

### Christian Christie
Debido a la escasa documentación sobre la apariencia original de la fachada occidental, se desató una acalorada discusión cuando terminó la restauración de la nave en 1903. El arquitecto de la catedral, Christian Christie, se opuso a que la fachada tuviese una fachada-pantalla porque, según su opinión, esa conformación era impráctica y poco funcional. En los planos de 1903, Christie tampoco incluyó un rosetón en la fachada, algo que le atrajo críticas y por causa de los debates, la restauración de la fachada no inició sino hasta después de su muerte, acaecida en 1906.

### Olaf Nordhagen
Después de la muerte de Christie se convocó a un concurso de arquitectos que diseñasen los planos de la fachada occidental, y el primer lugar fue ocupado por Olaf Nordhagen y Henrik Bull. En 1909, el proyecto de Nordhagen, que incluía una fachada-pantalla, un rosetón central y dos torres laterales fue aceptado por el Storting. Sin embargo, en 1915 hizo cambios radicales en el diseño, al mismo tiempo que el historiador Macody Lund proponía un sistema distinto para la fachada y la nave, basado en el número áureo. Este "conflicto de sistemas" retrasó la restauración por varios años, hasta que una comisión internacional de expertos rechazó el sistema de Lund en 1923. En 1930, cinco años después de la muerte de Nordhagen, sólo se habían terminado los tres primeros niveles de la fachada, incluyendo el rosetón.

### Helge Thiis
En 1929 se organizó un nuevo concurso y la propuesta ganadora fue la de Helge Thiis, quien fue designado como el nuevo arquitecto catedralicio. Thiis inició la última fase de la restauración de la fachada y dirigió las obras desde 1930 hasta su fallecimiento, en 1972. Su obra, según su opinión, era más una reinterpretación del gótico que una reconstrucción; tuvo varias coincidencias con los diseños de Nordhagen, y le dio a la fachada su aspecto actual.

## Construcción
Helge Thiis propuso que la fachada debía ser construida siguiendo un sistema de proporción rítmica: «Las estatuas sedentes de reyes y profetas en la hilera superior tienen la misma altura que la hilera inferior, mientras que sus nichos tienen la misma altura que la hilera intermedia. La altura de la hilera superior, desde la cornisa hasta la cima de los arcos de los nichos, es idéntica a la altura de la parte inferior, desde el nivel del piso hasta la cima de las esculturas de la hilera inferior.» La línea fundamental de la fachada-pantalla rectangular se formó de acuerdo a los principios del número áureo. Las dos columnas a cada lado del rosetón están colocadas de acuerdo a ese principio, lo mismo que la disposición de las líneas horizontales entre la primera y la segunda ventana y entre la tercera y la cuarta. La línea fundamental del rectángulo de la fachada forma también la línea fundamental de un triángulo isósceles cuyo ángulo superior coincide con el piñón de la fachada. El rosetón forma un círculo dentro del triángulo. Un círculo en un triángulo isósceles es considerado frecuentemente como un símbolo de «el ojo de Dios».

## Rosetón
De los vitrales originales de la Catedral de Nidaros, ninguno se conservó cuando comenzó la restauración del templo en 1869. Como la idea era reconstruir la iglesia en el estilo gótico, se aceptó que los vitrales tenían que tener también motivos medievales. En 1907 el arquitecto Gabriel Kielland ganó un concurso para rediseñar los vitrales del brazo sur del transepto. Kielland, sin embargo, hizo propuestas sobre los diseños de todos los vitrales de las ventanas, y se le asignó la tarea de la fachada occidental. La representación iconográfica de los vitrales fue diseñada en conjunto con Oluf Kolsrud, profesor de historia eclesiástica. Los motivos proceden de libros bíblicos y de leyendas hagiográficas; el motivo del rosetón es el juicio final, un acontecimiento relacionado en el cristianismo con la puesta del sol, hacia donde mira la fachada. La tracería del rosetón fue realizada por el arquitecto Olaf Nordhagen y su conformación obedece a una simetría de ocho partes; su parte más interna es una rosa de 16 hojas. 
La rosa simboliza cómo todas las cosas salen de Cristo y regresan a él en el juicio final. En el centro hay una piedra preciosa de color rojo, que representa a Cristo. A partir del centro emergen flamas doradas sobre un fondo azul. En el extremo de cada flama hay ángeles musicantes o en actitud de juego. En la parte más externa están representados cuatro ángeles del juicio final y entre ellos, se encuentran los cuatro símbolos de los evangelistas: arriba a la izquierda, un ángel con un rollo representa a Mateo; arriba a la derecha, el águila de Juan; abajo a la derecha, el buey de Lucas, y abajo a la izquierda, el león de Marcos. Los demás detalles del rosetón son ornamentales y para la elaboración de todo el vitral se utilizaron más de 10 000 partes pequeñas. El rosetón fue otorgado como un regalo de las mujeres de Noruega para la conmemoración del 900 aniversario de la muerte de San Olaf en 1930, el mismo año en que quedó terminado.

## Esculturas

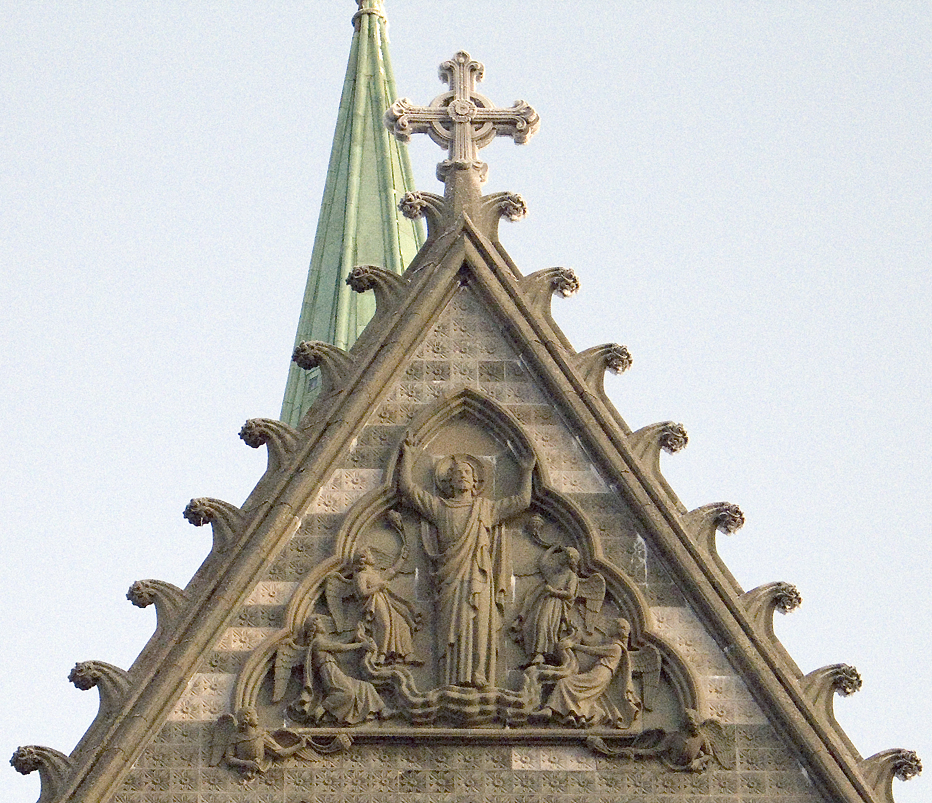
Cristo triunfante, de Kristoder Leirdal, relieve en el piñón de la fachada.

Juicio final, de Stinius Fredriksen, relieve sobre el rosetón.

Las esculturas de la fachada actual se basan en parte en el grabado de Maschius del siglo XVII, en parte en suposiciones artísticas, y en parte son resultado de la invención libre del equipo de artistas modernos. En su diseño original, la pared habría estado flanqueada por dos torres y tendría una serie de esculturas dispuestas en hileras. Las pocas esculturas medievales sobrevivientes muestran evidente influencia francesa, especialmente de la Catedral de Reims. En la actualidad es imposible saber el número original de hileras escultóricas ya que, después de los muchos incendios a los que fue sometida la catedral en la Baja Edad Media sólo se conservaba la hilera más baja y únicamente cinco esculturas en estado ruinoso. Esas esculturas se encuentran hoy en el museo del Palacio del Arzobispo. Los trabajos de las nuevas esculturas, modeladas todas por artistas noruegos, comenzaron en 1929, y sus diseños incluyen tanto personas bíblicas como históricas.
Las dos hileras escultóricas inferiores fueron propuestas por el profesor Oluf Kolsrud en 1928, apoyándose en el grabado de Jacob Maschius. Kolsrud fue consejero de historia eclesiástica en las obras de restauración, y elaboró un plano iconográfico para las imágenes religiosas. La propuesta de Thiis para las esculturas en el "nivel de los reyes" -sin respaldo histórico- fue aprobada en 1935. Se aceptó que las esculturas en la Edad Media eran modeladas con frecuencia siguiendo modelos de personas contemporáneas, y esa concepción se aplicó para las nuevas esculturas. Así, a la escultura del obispo Sigfrido de Suecia se le tallaron los rasgos faciales de Aasmund Olavsson Vinje, un destacado poeta del nacionalismo noruego, y la estatua del Arcángel Miguel en la cima de la torre norte, una obra de Kristofer Leirdal, presenta, según la propia confesión de su autor, el rostro del cantautor estadounidense Bob Dylan, inspirado en la oposición del cantante hacia la Guerra de Vietnam.
Sobre la hilera de los reyes, en la cima de los nichos de las esculturas de reyes y profetas del Antiguo Testamento, existen esculturas menores, doce de las cuales simbolizan un mes del año. Modeladas por Odd Hilt entre 1937 y 1938, son de estilo gótico y representan diferentes trabajos relacionados con el respectivo mes del año. Algunas de ellas muestran rasgos femeninos, como "la cosechadora de manzanas", que representa a septiembre. Las figuras de los meses tuvieron su origen en la Edad Media, y se encuentran en varias grandes catedrales de Europa, principalmente en Francia.
La parte media de la fachada es dominada por Jesucristo, a quien está consagrada la Catedral de Nidaros. Representa el tronco de un árbol, del que las hileras escultóricas serían las ramas. En la parte inferior se halla un grupo escultórico con el motivo de la crucifixión, modelado por Wilhelm Rasmussen. Sobre el rosetón hay otro relieve con el mismo tema del vitral, el juicio final, un diseño de Stinius Fredriksen. En lo más alto del piñón de la fachada se halla labrado un relieve con el triunfo de cristo, una obra de Kristofer Leirdal.
Desde el centro se extienden las esculturas hacia cada lado. La hilera superior contiene las imágenes de los antepasados de Cristo. La hilera central muestra la expulsión del Paraíso y la Anunciación, a ambos lados del rosetón, así como santos y sus virtudes. La hilera inferior muestra a los apóstoles, junto con santos y reyes que difundieron el cristianismo en Europa.
Adicionalmente, la fachada occidental está saturada con esculturas menores de cabezas, máscaras, ángeles, gárgolas, así como toda una fauna de osos, asnos, elefantes, aves, grifos y sapos, una riqueza escultórica que pretende representar la obra divina de la creación. Además, hay relieves, ornamentos, arcos y columnas con capiteles ricamente tallados. Helge Thiis aseguró que « ningún ojo humano puede desde el suelo alcanzar todos los ricos detalles que contiene la iglesia »
Varios de los escultores más destacados de Noruega participaron en la fachada occidental por varias décadas. Entre ellos se encuentran Gustav Vigeland, Wilhelm Rasmussen, Dyre Vaa, Stinius Fredriksen, Nic Schiøll, Arne Kvidbergskår, Odd Hilt, Knut Skinnarland, Tone Thiis Schjetne, Sivert Donali, Kristofer Leirdal, Arnold Haukeland, Anne Raknes, Helge Thiis y August Albertsen.

## Lista de las esculturas
|  |  |  |  |  |  |  |  |

| Hilera superior: reyes y profetas del Antiguo Testamento |  | | |
| Reyes y profetas de Judá que anunciaron la venida de Jesús, forman parte de sus antepasados genealógicos y espirituales. La hilera incluye cinco profetas y tres reyes en cada lado. Adicionalmente se incorporan Juan el Bautista y Moisés en nichos de menor tamaño a cada lado del rosetón. |  | | |
| |  | | 1. Patriarca Abraham Abraham era descendiente de Noé, y el sacrificio de su hijo Isaac es visto en la teología cristiana como un antecedente del sacrificio de Cristo. La escultura fue modelada por Knut Skinnarland y tallada por Steffen Krogstad y muestra a Abraham levantando un cuchillo contra Isaac. El motivo del zócalo tiene un carnero, que fue finalmente la ofrenda aceptada. 2. Profeta Samuel Samuel fue el primero y uno de los más importantes profetas de la Biblia. Fue él quien ungió como rey a David. La escultura de Samuel, modelada por Kristofer Leirdal, muestra un cuchillo en la mano derecha y un cordero para ser sacrificado en la izquierda. Fue esculpida por el mismo Leirdal en conjunto a Josef Ankile. 3. Profeta Isaías Isaías fue un destacado profeta que vivió en tiempos de los reyes Azarías (u Ozías), Yotán de Judá, Ajaz y Ezequías. Es un modelo de Stinius Fredriksen, lleva una rama en las manos, un símbolo de una profecía del Libro de Isaías, que señala la llegada del Mesías como un descendiente de la rama familiar del rey David. Steffen Krogstad se encargó de tallar la imagen. |
| 4. Profeta Ezequiel Ezequiel, uno de los cuatro grandes profetas bíblicos, estuvo prisionero en Babilonia y fue considerado un gran vidente y místico. La imagen representa al profeta con dos ruedas en la mano, entrelazadas entre sí, un motivo tomado del Libro de Ezequiel. Fue diseñada por Tone Thiis Schjetne y tallada por Gunnar Sundet. 5. Profeta Jonás Jonás se afrentó de la palabra divina y fue condenado a ser tragado por una ballena, donde vivió por tres días y tres noches. Su episodio es visto en el cristianismo como un presagio de la muerte y resurrección de Jesús. La escultura es un diseño de Odd Hilt, tallado por Per Jensen, Erling Nygård y Ola Moum en 1982. En el zócalo está representada la ballena. 6. Rey David El rey David es uno de los principales personajes del Antiguo Testamento y según la tradición cristiana, un antepasado de Jesús. Conocido por su gusto hacia la música, Kristofer Leirdal ideó su imagen con un arpa en las manos. En el zócalo se aprecia un templo hebreo con el león de Judá frente al portal. La obra fue esculpida por Gunnar Sundet entre 1973 y 1976. |  | | |
| |  | | 7. Rey Josafat Josafat fue rey de Judá y uno de los antepasados de Jesús según el Evangelio de Mateo. La imagen, de Kristofer Leirdal y Bård Sagfjæra, lo representa con un cetro en la mano. 8. Rey Ezequías Ezequías ha sido juzgado como uno de los más prominentes reyes de Judá. En las manos sostiene un cetro, y en el zócalo se halla una imagen basada en el Segundo Libro de los Reyes 19, 35, cuando Ezequías, ayudado por Dios, defendió su reino de los asirios: Y aconteció que la misma noche salió el ángel de Jehová, e hirió en el campo de los Asirios ciento ochenta y cinco mil; y como se levantaron por la mañana, he aquí los cuerpos de los muertos. La estatua es un diseño de Knut Skinnarland, con el trabajo escultórico de Ola Moum. 9. Juan el Bautista profetizó la llegada del Mesías. Su estatua, modelada por Knut Skinnarland, lo presenta vestido con una capa de pelo de camello y junto al pecho, lleva una representación del Agnus Dei, el cordero de Dios, del que se habla en el Evangelio de Juan 1, 29. Gunnar Sundet se ocupó del esculpido. |
| 10. Moisés es pretendidamente el autor del Libro del Génesis, y es una figura central tanto en el Antiguo como el Nuevo Testamento. Se lo representa con las tablas de la ley en las manos. Es una obra de Arnold Haukeland, tallada por Axel Rønning. 11. Rey Josías Josías fue rey de Judá y es recordado por haber borrado toda huella de idolatría en el reino. Reintrodujo la celebración de la Pascua tras muchos años de no realizarse. Fue modelado por Knut Skinnarland y tallado por Per Jensen. En el zócalo se observa la matanza del cordero para la Pascua. 12. Rey Azarías Azarías fue uno de los más destacados reyes de Judá, tanto en el aspecto político como en el militar. En la mano derecha sostiene una torre defensiva, que simboliza la fortificación de Jerusalén. La estatua fue obra de Sivert Donali, y presenta la fisonomía de Gerhard Fischer, un arqueólogo que trabajó en la Catedral de Nidaros durante varios años. En el zócalo hay una mujer en actitud de trabajo, que representa los trabajos de la mujer de Fischer en la catedral, ya que su marido padecía de acrofobia. Axel Rønning fue el encargado de ejecutar la obra escultórica. |  | | |
| |  | | 13. Rey Salomón El rey Salomón fue soberano de Israel e hijo del rey David. Ha sido considerado como un hombre muy sabio a cuyo consejo acudían reyes y reinas de todo el mundo. En la imagen sostiene un templo, en alusión a la construcción del Templo de Jerusalén, por él ordenada. En el zócalo hay una escena del juicio salomónico, con dos mujeres reclamando la maternidad de un niño. Es un modelo de Stinius Fredriksen que fue tallado por Steffen Krogstad. 14.Profeta Zacarías Zacarías fue uno de los doce profetas menores de la Biblia. Después del exilio en Babilonia le fue encomendada la misión de reconstruir el Templo de Jerusalén, y por ello su estatua tiene en el zócalo un templo. Profetizó la llegada del Mesías, que cabalgaría sobre el lomo de un asno. La imagen del profeta sostiene una piedra de siete ojos. Fue obra de Sivert Donali y Jan Ankile. 15. Profeta Daniel Daniel fue un destacado profeta e interpretador de sueños en Babilonia. Profetizó el reino del Mesías y su victoria sobre los reinos de la Tierra. Su imagen, obra de Odd Hilt, fue diseñada con un pergamino en la mano, mientras que en el zócalo se lo representa en el foso de los leones. Es una talla de Rolf Johansen.                                    |
| 16. Profeta Jeremías Jeremías tuvo que padecer mucho a causa de sus profecías sobre la ruina de Jerusalén, y su sufrimiento ha llegado a juzgarse como un presagio del tormento de Jesús. Vivió en la época en que fue destruido el Templo de Salomón y Judea cayó en manos de Babilonia. La escultura lo representa sosteniendo una cruz con aureola, símbolo de Jesucristo. En el zócalo aparece la escena de su lapidación. Fue modelada por Sivert Donali y esculpida por Ola Moum. 17. Profeta Elías El profeta Elías es recordado por haber sido elevado al cielo a bordo de un carro tirado por caballos de fuego. Esa escena es evocada en el zócalo sobre el que descansa la estatua, un diseño de Stinius Fredriksen tallado por Per Jensen. 18. Patriarca Jacob Jacob era hijo de Rebeca y de Isaac y hermano gemelo de Esaú. Sostiene en las manos la escalera de su sueño, que llegaba al cielo y de la que bajaban y subían ángeles, un tema bíblico muy presente en la Edad Media. El zócalo enseña la escena de la lucha entre Jacob y un ángel. La imagen fue modelada por Sivert Donali y tallada por Gunnar Sundet. |  | | |
| Hilera intermedia: santos noruegos en el lado izquierdo |  | | |
| |  | 19. Arzobispo Øystein El arzobispo San Øystein fue uno de los principales impulsores de la construcción de la Catedral de Nidaros, inspirado en el gótico de la Catedral de Canterbury. Nació cerca de 1120, falleció en 1188 y fue declarado santo en 1229. La imagen sostiene una catedral en miniatura en las manos, un modelo de la catedral que el arzobispo construyó. La estatua fue modelada por Stinius Fredriksen y tallada por Oscar Lynum. 20. San Hallvard Hallvard es un santo noruego, patrono de la ciudad de Oslo. Nació alrededor de 1020 y fue asesinado por ayudar a una mujer fugitiva, un acontecimiento que la tradición sitúa en el 15 de mayo de 1043. Su cadáver fue hundido en el Fiordo de Drammen con una rueda de molino atada al cuello, pero milagrosamente salió a flote con todo y piedra. Fue considerado mártir y santo. La escultura, modelo de Nic Schiøll y tallada por Jakob Skaufel, representa al santo con sus atributos tradicionales: flechas y una rueda de molino en las manos. | |
| 21. Santa Sunniva Sunniva habría sido una princesa irlandesa del siglo IX que huyó a Noruega, donde sería matada por los enemigos del rey Olaf I. Fue la primera santa de Noruega y un personaje central para la cristianización del país. Stinius Fredriksen, el autor de la obra, la representa con una roca en las manos. La imagen fue tallada por Gunnar Olsen. 22. San Olaf fue un rey de Noruega que murió en combate en 1030 después de impulsar vehementemente la cristianización de Noruega. Tras su muerte, su tumba fue abierta y el cadáver apareció incorrupto. Fue canonizado en 1031 y posteriormente sepultado en el sitio donde actualmente está el altar mayor de la Catedral de Nidaros. Es uno de los principales santo nórdicos. La estatua lo muestra con un hacha de guerra en una mano y un orbe real en la otra. La escultura está de pie sobre una criatura en forma de dragón con cabeza humana, representación de los enemigos paganos de Olaf. Es un diseño de Stinius Fredriksen tallado por Per Jensen. |  | | |
| Hilera intermedia: las tres virtudes teologales |  | | |
| En el lado derecho del rosetón hay tres esculturas con forma femenina, que representan a las tres virtudes teologales. Estas virtudes fundan, animan y caracterizan las obras morales cristianas. Las virtudes teologales se relacionan con las cuatro virtudes mundanas situadas al otro lado del rosetón de la catedral. |  | | |
| |  | | 23. Caridad La caridad es la virtud por la cual se ama a Dios por sobre todas las cosas y al prójimo como a sí mismo. Y ahora permanecen la fe, la esperanza, y la caridad, estas tres: empero la mayor de ellas es la caridad. (Corintios 13, 13). La imagen de la caridad fue modelada por Odd Hilt y tallada por Johannes Opdahl. 24. Esperanza La esperanza es la virtud de los que anhelan el reino de los cielos y la vida eterna, así como de los que creen en las promesas de Cristo y en la ayuda divina. Modelada por Arnold Haukeland, fue tallada por Arfinn Weiseth. 25. Fe La fe es la virtud de los que creen en la palabra y en las revelaciones de Dios. La imagen sostiene con su mano una cruz pegada al pecho. es una obra de Stinius Fredriksen y Gunnar Olsen. |
| Hilera intermedia: Anunciación |  | | |
| La Anunciación fue el momento en que María recibió la noticia de que sería la madre de Jesús. Se opone a la representación de la expulsión del paraíso, en el lado contrario del rosetón. La alianza con Dios se fracturó con la expulsión, pero el contacto fue restablecido con la anunciación. El grupo de esculturas es de la autoría de Stinius Fredriksen. |  | | |
| 26. Profeta Isaías Isaías, de acuerdo al cristianismo, previó el nacimiento de Jesús: Por tanto el mismo Señor os dará señal: He aquí que la virgen concebirá, y parirá hijo, y llamará su nombre Emmanuel. (Isaías 7,14). La escultura fue tallada por Gunnar Olsen. 27. Ángel Gabriel Gabriel llegó ante María, Entonces el ángel le dijo: María, no temas, porque has hallado gracia cerca de Dios. Y he aquí, concebirás en tu seno, y parirás un hijo, y llamarás su nombre Jesús. (Lucas 1, 30-31). La imagen fue esculpida por Arne Kvidbergskår. 28. Virgen María La Virgen María fue elegida por Dios para dar a luz a su hijo. Ella aceptó y contribuyó como la servidora del señor de una manera ejemplar para cumplir los planes de Dios. María es comparada con Eva como el opuesto de ésta: mientras Eva se dejó seducir, María siguió la voluntad de Dios y restauró el daño del pecado original. La imagen es una talla de Oscar Lynum. |  | | |
| Hilera intermedia: Expulsión del paraíso |  | | |
| El grupo escultórico de la expulsión del paraíso se localiza al lado derecho del rosetón, como una oposición a la Anunciación del lado izquierdo. El error del pecado original y la expulsión fue superado con el nacimiento de Jesús. Las tres esculturas fueron modeladas por Nic Schiøll. |  | | |
| |  | | 29. Ángel Los ángeles o querubines custodian las puertas del paraíso. Génesis 2, 24: Echó, pues, fuera al hombre, y puso al oriente del huerto de Edén querubines, y una espada encendida que se revolvía á todos lados, para guardar el camino del árbol de la vida. Es una obra de Nic Schiøll y Arne Kvidbergskår. 30. Adán En la expulsión del paraíso dijo Dios a Adán: Por cuanto obedeciste a la voz de tu mujer, y comiste del árbol de que te mandé diciendo, No comerás de él; maldita será la tierra por amor de ti (Génesis 3,17). La estatua fue tallada por Jakob Skaufel, y representa a Adán cubierto con una hoja de parra, y a sus pies hay una representación del árbol de la ciencia. 31. Eva La serpiente sedujo a Eva de comer del árbol de la ciencia: ...y tomó de su fruto, y comió; y dio también á su marido, el cual comió así como ella. (Génesis 3,6). En la escultura, tallada por Gunnar Olsen, Eva cubre su desnudez con una hoja de parra, sostiene una manzana en la mano derecha, mientras que la serpiente se arrastra entre sus piernas. |
| Hilera intermedia: las cuatro virtudes mundanas |  | | |
| En el costado derecho de la hilera intermedia aparecen las cuatro virtudes mundanas, representadas como mujeres sencillamente ataviadas. Estas virtudes humanas se relacionan con los santos que se hallan en esa misma hilera escultórica. También son mencionadas en Efesios 5, 9: Porque el fruto del Espíritu es en toda bondad, y justicia, y verdad.. Se relacionan con las virtudes teologales representadas en el lado opuesto de la hilera. El grupo de cuatro esculturas fue modelado por Odd Hilt. |  | | |
| 32. Verdad La virtud de la verdad se extiende a la honestidad y la sinceridad con respecto a la realidad. La estatua de la verdad es representada como una mujer que levanta la mano en señal de juramento; es un modelo de Odd Hilt esculpido por Ola Moum. 33. Compasión La compasión es una de las virtudes cristianas, y está emparentada con la justicia y la moral. La escultura es una mujer con los brazos abiertos, modelada por Odd Hilt y tallada por Jakob Skaufel. 34. Paz La paz es la ausencia de conflictos, y su estatua alegórica lleva una palma en la mano, símbolo de paz, pero también de la victoria del cristianismo. Es una obra de Odd Hilt y Oscar Lynum. 35. Justicia La justicia es una de las cuatro virtudes cardinales y se desprende de una vida moralmente correcta. La figura porta una espada y una balanza, sus símbolos tradicionales. Odd Hilt fue el modelador y Josef Ankile quien la esculpió. |  | | |
| Hilera intermedia: santos noruegos en el lado derecho |  | | |
| |  | | 36. Obispo Torlak El obispo San Torlak es el santo nacional de Islandia. Nació en 1133 y fue designado obispo en Islandia en 1174 por el arzobispo Øystein. Falleció en 1193 y fue declarado santo por el Alþingi en 1198. San Torlak es un modelo de Anne Raknes, y se halla representado con un libro en la mano (señal de su erudicción) y haciendo la señal de la bendición con la mano derecha. En el zócalo se aprecia un hombre siendo pisoteado por el obispo, en alusión a la lucha que Torlak emprendió contra los caciques locales. La escultura fue tallada por Gunnar Olsen. 37. San Magnus fue gobernante (jarl) de las Islas Orcadas a inicios del siglo XII, y es considerado el santo nacional de las islas. Nacido cerca de 1076, fue un hombre que destacó por su piedad, y su muerte a traición en 1115 fue juzgada como martirio. Su canonización aconteció hasta 1898. A él está consagrada la Catedral de Kirkwall. La escultura fue modelada por Stinius Fredriksen y esculpida por Oscar Lynum. 38. Obispo Erlendur Erlendur fue obispo de las Islas Feroe desde 1269 hasta su muerte, en 1269. Es un personaje importante en la historia de las islas y el fundador de la diócesis de Kirkjubøur. Es un modelo de Odd Hilt, ejecutado por Oscar Lynum. |
| Hilera inferior: reyes y santos difusores del cristianismo |  | | |
| Algunos personajes que contribuyeron en la difusión del cristianismo en Europa. |  | | |
| 39. Olaf Tryggvason u Olaf I nació cerca de 968 y murió en la batalla de Svolder en el año 1000. Se lo considera el primer rey cristiano de Noruega. Fue fundador de la ciudad de Nidaros en 997, donde levantó una iglesia. Entre los pies de la estatua está la cabeza de Kark, un esclavo traidor que entregó a su amo, Haakon jarl. Obra de Stinius Fredriksen y Gunnar Sundet. 40. Obispo Sigfrido El obispo San Sigfrido es mencionado como un religioso anglosajón que llegó a Noruega junto con Olaf Tryggvason para cristianizar el país. Posteriormente, según la tradición, marchó a la evangelización de Suecia, donde sus tres sobrinos fueron decapitados y sus cabezas dispuestas en una escudilla y echadas al río. Sigfrido lleva su vestimenta de obispo y en la mano una escudilla con tres cabezas. Modelado por Dyre Vaa, se le esculpieron los rasgos del célebre poeta noruego Aasmund Olavsson Vinje. Las cabezas de la escudilla tienen la fisonomía de los arquitectos Gudolf Blakstad, Herman Munthe-Kaas y Helge Thiis. Fue tallada por Kristofer Leirdal. 41. San Clemente fue el cuarto papa en Roma. Fue martirizado, siendo arrojado al mar con una ancla atada al cuello. Los ángeles le construyeron un sepulcro de mármol en el mar. Es el santo patrono de los marineros y la primera iglesia de Noruega, erigida en Nidaros, estuvo consagrada a él. Es un modelo de Dyre Vaa con los rasgos de Olav Aukrust, poeta del nynorsk. Fue esculpida por Tore Skjørestad. Sujeta una antigua cruz papal y en el zócalo se escenifica a los ángeles construyendo su templo en el mar. |  | | |
| Hilera inferior: apóstoles |  | | |
| |  | | 42. Apóstol Felipe San Felipe fue uno de los primeros seguidores de Jesús y misionero en Asia Menor. Es representado con una cruz latina en las manos. La obra es de la autoría de Nic Schiøll, tallada por Josef Ankile. 43. Apóstol Tomás Santo Tomás es conocido por sus reticencias a aceptar la resurrección de Jesús. Según la leyenda, predicó en la India, donde fundó una iglesia. En la mano lleva una regla de albañil. Fue modelado por Stinius Fredriksen y tallado por Jakob Skaufel, y se halla en actitud dubitativa. 44. Apóstol Bartolomé San Bartolomé fue un testigo de la Ascensión y de varias apariciones de Jesús. Se lo representa con un gran cuchillo en una mano y una piel humana en la otra, un símbolo de que fue desollado vivo. Arne Kvidbergskår es el autor del diseño, que fue tallado por Josef Ankile. |
| 45. Apóstol Andrés San Andrés fue hermano de Pedro y uno de los primeros seguidores de Jesús. En las manos sostiene una cruz en forma de X, en la que fue crucificado. Stinius Fredriksen, el diseñador de la escultura, se basó en el grabado de Jakob Maschius de 1661. Fue tallada por Tore Skjærestad y Arne Kvidbergskår. 46. Apóstol Juan San Juan era el menor de los discípulos y uno de los más cercanos a Jesús. La escultura, que representa a Juan con un libro en sus manos, es una copia reconstruida de una obra medieval datada entre 1270 y 1300, de las pocas que perduraron de la catedral original, y es considerada como la obra cumbre del arte gótico en Noruega. La copia fue reconstruida por Kristofer Leirdal y tallada por Odd Kalvå, mientras que el original es resguardado en el Palacio del Arzobispo. 47. Apóstol Pedro San Pedro fue el líder de los apóstoles y el primer papa, fundador de la primera sede cristiana en Roma. Sostiene las llaves del cielo en su mano derecha, un modelo de Stinius Fredriksen tallado por Tore Skjørestad. |  | | |
| Hilera inferior: crucifixión |  | | |
| |  | | 48. Crucifixión: María, Jesús y Juan El grupo escultórico de la crucifixión se sitúa justo abajo del rosetón y consiste de las imágenes de María, Jesús y San Juan. El zócalo es una reconstrucción de la obra medieval y simboliza escenas del Juicio Final. Forma parte del eje principal de la fachada. Fue un regalo del rey Haakon VII y la reina Maud en conmemoración de su coronación en 1906, y fue modelado por Wilhelm Rasmussen y tallado por Tore Skjørestad. |
| Hilera inferior: apóstoles |  | | |
| 49. Apóstol Pablo San Pablo se cuenta, junto con San Pedro, como uno de los principales apóstoles. Aunque en un principio fue perseguidor de los cristianos, fue después el primer gran misionero y escribió la mayoría de las epístolas del Nuevo Testamento. Nic Schiøll lo representó con un libro y una espada entre las manos, atributo este último que da cuenta de su martirio en Roma. La talla fue realizada por Jakob Skaufel. 50. Apóstol Santiago (el Mayor) Santiago fue predicador y mártir del cristianismo. La tradición cristiana sitúa sus restos mortales en Santiago de Compostela. Su imagen es un diseño de Nic Schiøll esculpido por Jakob Ankile, y muestra al apóstol vestido de peregrino, con bastón, sombrero, y una bolsa con conchas de vieira. 51. Apóstol Simón San Simón fue predicador en Egipto y compañero de San Judas en Persia y Armenia. La imagen, de Stinius Fredriksen, como en la representación iconográfica tradicional, le atribuye una sierra en la mano. Oscar Lynum se hizo cargo de la talla. |  | | |
| |  | | 52. Apóstol Mateo San Mateo era recaudador antes de convertirse en uno de los discípulos de Jesús y uno de los cuatro evangelistas. Terminó sus días como mártir en Etiopía. La escultura es una reconstrucción de las pocas originales que perduraron; a su original le faltaba la cabeza y las manos cuando inició la reconstrucción, y hoy se halla en el Palacio del Arzobispo. La actual es una reconstrucción de Stinius Fredriksen tallada por Gunnar Olsen. 53. Apóstol Santiago el Menor La madre de Santiago el Menor era media hermana de la Virgen María, y él era hermano de San Simón y San Judas. Se cree que fue el primer obispo de Jerusalén. Fue asesinado a palos por una turba. En la representación, lleva un garrote en la mano. Es uno de los pocos diseños originales de las esculturas de la catedral, reconstruido y esculpido por Arne Kvidbergskår. El original, de alrededor de 1270–1300, permanece en el museo del Palacio del Arzobispo. 54. Apóstol Judas Tadeo San Judas Tadeo era uno de los parientes de Jesús. Se le atribuye la autoría de la última epístola del Nuevo Testamento, y por ello se lo representa con un libro en la mano. La escultura fue modelada por Nic Schiøll y esculpida por Oscar Lynum.                           |
| Hilera inferior: reyes y santos difusores del cristianismo |  | | |
| Algunos de los personajes más relevantes para la difusión del cristianismo en Europa. |  | | |
| 55. San Nicasio fue arzobispo de Reims, y fue decapitado por los vándalos en la escalinata de su iglesia en 407. La escultura actual es una reconstrucción a partir de un torso original. Fue reconstruida por Stinius Fredriksen y tallada por Josef Ankile. Los restos del original se conservan en el museo del Palacio del Arzobispo. 56. San Dionisio es el santo patrono de Francia y en vida fue obispo de París. Fue decapitado en Montmartre en 258, y se dice que caminó por largo tiempo con la cabeza en las manos. La escultura es una copia de una de las pocas obras originales y, junto con la imagen de San Juan, es considerada entre las máximas obras del arte gótico en Noruega. Esta copia fue realizada por Josef Ankile, y el original permanece en el museo del Palacio del Arzobispo. 57. San Francisco de Asís Francisco de Asís renunció a sus riquezas para fundar la orden mendicante de los franciscanos en el siglo XIII. En la imagen, porta su sencillo y característico hábito de monje. Es un modelo de Nic Schiøll tallado por Johs. Opdal. |  | | |

## Literatura
- Adresseavisen, Nidaros katedralens gjenreisning, en hundreårig prosess, særtrykk av Adresseavisen 4/10 1969
- Bakken, Arne, Nidarosdomen – en pilegrimsvandring, Aschehoug, Oslo 1997, ISBN 82-03-22186-6
- By, Sverre, Nidarosdomen, Fabritius og sønners forlag, Oslo 1946
- Danbolt, Gunnar, Nidarosdomen, fra Kristkirke til nasjonalmonument, Andresen og Butenschøn, Oslo 1997, ISBN 82-7694-024-2
- Ekroll, Øystein, Nidaros domkirke og erkebispegården, Nidaros Domkirkes Restaureringsarbeiders forlag, Trondheim 1995, ISBN 82-7693-015-8
- Ekroll, Øystein, Nidarosdomen - Vestfrontens skulpturer, Nidaros Domkirkes Restaureringsarbeiders forlag, Trondheim 2006, ISBN 82-7693-061-1
- Gunnarsjaa, Arne, Nidaros Domkirke og dens arkitektoniske symbolspråk, Religion og livssyn nr. 4, 1986 s. 5 - 11
- Havgar, Torgeir Jebsen, Glassmaleriene i Nidarosdomen, Nidaros og Trøndelagen, Trondheim 1973
- Irgens Larsen, B., De gotiske skulpturer i Trondheim Domkirke, Oslo 1963
- Kirkhusmo, Anders, red. (1972), Trondheim i 1000 år, F. Bruns Bokhandels forlag, Trondheim 1972
- Mathisen, Henrik, Domkirken i Trondhjem og det norske folk, Oslo 1926
- Nidaros Domkirkes Restaureringsarbeider, Hvem er hvem på vestfronten, folder, Trondheim 2005
- Schütz, Bernhard, Great Cathedrals, Harry N. Abrams Inc., Nueva York 2002
- Schønning, Gerhard, Beskrivelse over Dom-Kirken i Throndhjem 1762, Trondheim 1762 og 2004, ISBN 82-519-2007-8
- Suul, Torgeir, Nidarosdomen - glassmaleriene, Nidaros Domkirkes Restaureringsarbeider, Trondheim 1983, ISBN 82-90536-00-3
- Suul, Torgeir, Nidarosdomen - Vestfrontens skulpturer, Trondheim 1980, ISBN 82-7693-036-0
- Thiis, Helge, Nidarosdomen i billeder, F. Bruns bokhandels forlag, Trondheim 1974